# Lista de municípios do Amazonas por PIB (2012)

Mapa do Amazonas com suas respectivas subdivisões oficiais.

Esta é uma lista de municípios do Amazonas por Produto Interno Bruto (PIB) referente ao ano de 2012. Os valores são a preços correntes. O Amazonas é um estado brasileiro, localizado no Norte do Brasil e formado pela união de 62 municípios. Possui o segundo maior PIB da região, superado apenas pelo Pará. Dentre todos os seus municípios, apenas três deles possuem economia superior ao valor de R$ 1 bilhão de reais.
Manaus, a capital do estado, é o município com a maior economia, totalizando em 2012 R$ 49,824,579 bilhões. Congratula-se ainda por ser o município com maior PIB da Região Norte e o sexto maior do Brasil, sendo superado por São Paulo, Rio de Janeiro, Brasília, Curitiba e Belo Horizonte, sendo a única capital amazônica a configurar na lista. O município de Manaus concentra 25% de toda a economia do Norte brasileiro.
Em 2009, cinco municípios do estado concentravam 87,4% do PIB do Amazonas: Manaus, Coari, Itacoatiara, Parintins e Manacapuru. Juntos, estes municípios concentravam R$ 43,367 bilhões. Tal qual fez do Amazonas o segundo estado do Brasil em concentração de riquezas (108,2), sendo superado apenas por São Paulo, com 147,5. No mesmo ano, Rondônia, Acre e Tocantins registraram as menores concentrações de renda entre seus municípios, registrando 19,1 pontos, 24,1 e 24,3 pontos, respectivamente. Isso mostra também que a concentração de riquezas entre os municípios do Amazonas é verificada em torno da capital, tendo em vista que três dos cinco municípios com maior economia fazem parte da Região Metropolitana de Manaus. Em 1999, esses mesmos municípios concentravam apenas 84,6% da economia amazonense.
A economia do Amazonas baseia-se no setor secundário, tendo as indústrias sido responsáveis por 56,9% do PIB do estado. Entretanto, esse número vem caindo nos últimos anos. Outros setores como serviços públicos e agropecuária respondem por 40,4% e 2,7%, respectivamente. Em termos de PIB per capita, o Amazonas registra R$ 14.620,94, sendo o maior das regiões Norte e Nordeste. Está a 37,6% maior que a média da Região Note do Brasil e 79% acima da média da Região Nordeste.
A maior evolução do PIB registrado no Amazonas nos últimos anos deu-se em Lábrea, no Sul do estado, que passou a responder por R$ 394 milhões em 2009. O crescimento atingido no município foi de 741,3%, fazendo da economia de Lábrea a maior do Sul amazonense e a sexta maior do estado. Outro município que registrou grandes avanços no PIB foi Rio Preto da Eva, que cresceu 732,4%. Apuí (460%), Itacoatiara (436%) e Maraã (413%) também tiveram significativos crescimentos.

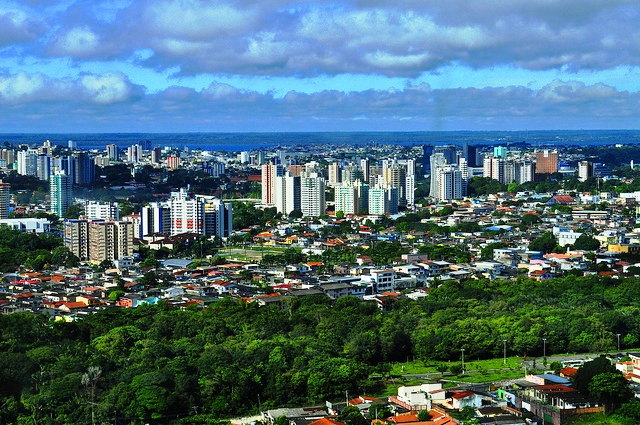
Manaus, capital do estado, apresentava o maior PIB entre os municípios amazonenses, além do maior entre os municípios da Região Norte do Brasil.

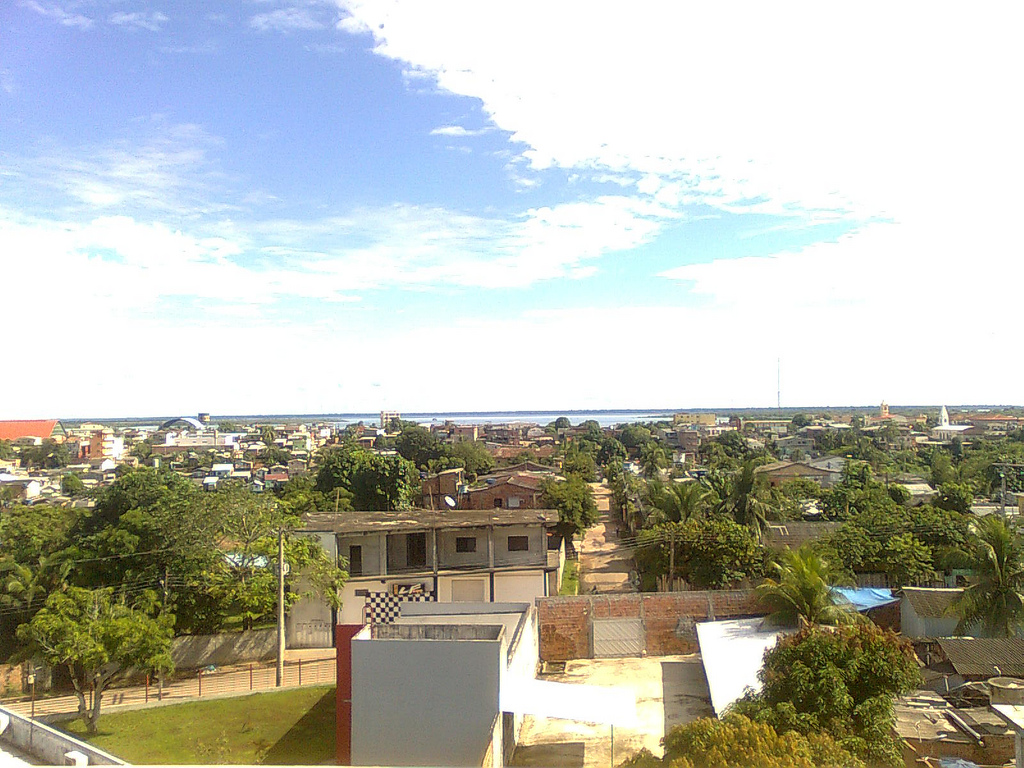
Coari detinha o segundo maior PIB e o maior PIB per capita do estado.

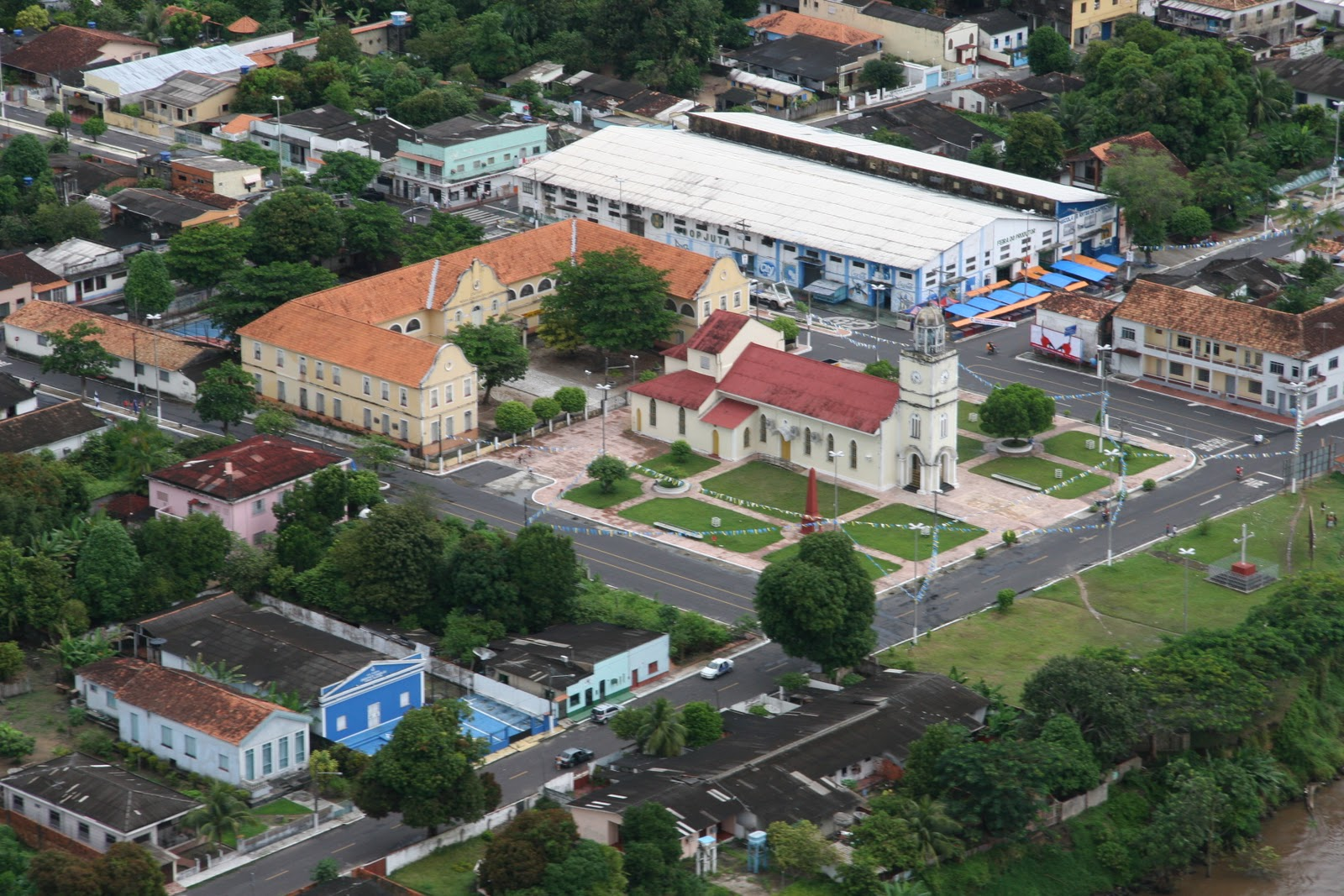
Parintins possuía o quinto maior PIB do Amazonas.

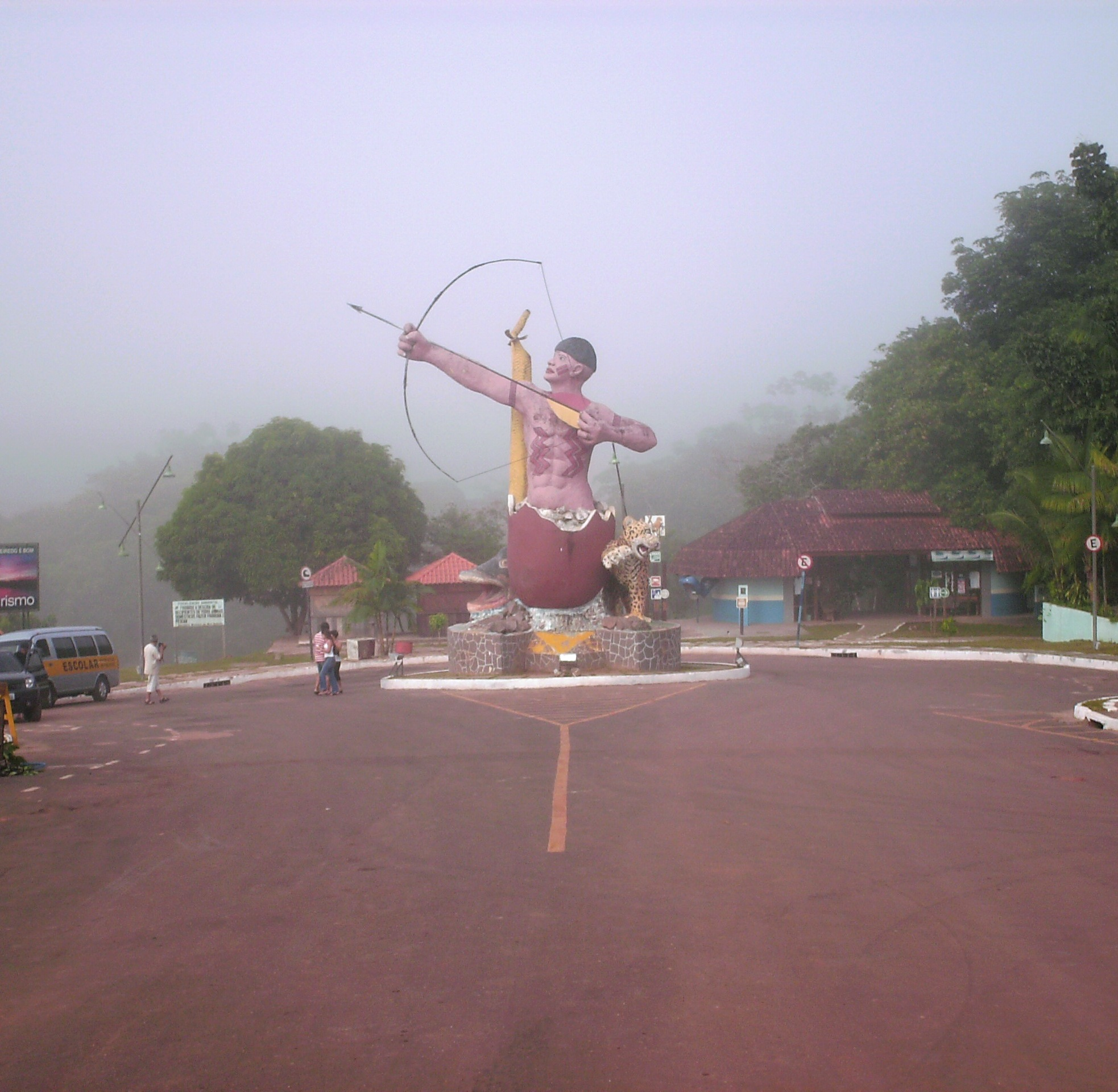
Presidente Figueiredo era o município com sétimo maior PIB.

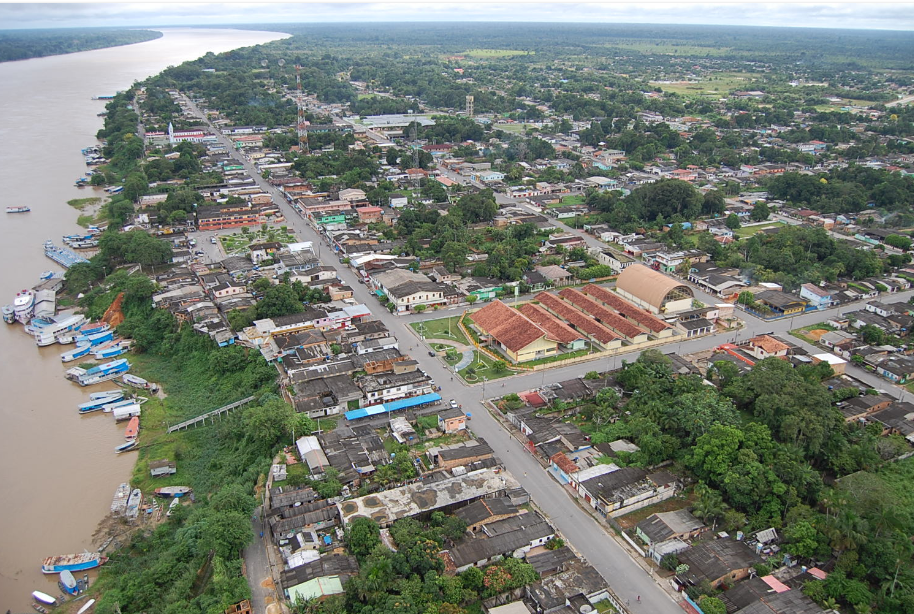
Manicoré era o município mais rico do Sul do Amazonas.

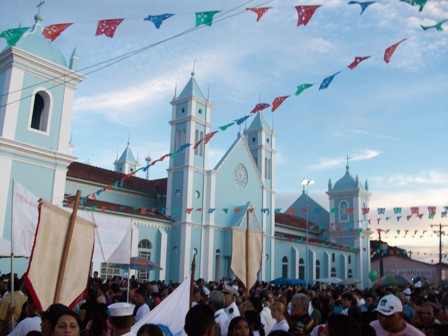
O PIB de Borba figurava como o quinto maior do Sul Amazonense, além de ter sido o décimo sétimo maior do estado naquele ano.

| Posição | Posição | Município                 | Mesorregião         | PIB (R$ 1.000) | Per Capita |
| Em 2012 | Em 2011 | Município                 | Mesorregião         | PIB (R$ 1.000) | Per Capita |
| ------- | ------- | ------------------------- | ------------------- | -------------- | ---------- |
| 1       | (0)     | Manaus                    | Centro Amazonense   | 49.824.579     | 26 760     |
| 2       | (0)     | Coari                     | Centro Amazonense   | 2.592.501      | 33 536     |
| 3       | (0)     | Itacoatiara               | Centro Amazonense   | 1.040.442      | 11 681     |
| 4       | (1)     | Manacapuru                | Centro Amazonense   | 834.748        | 9 596      |
| 5       | (1)     | Parintins                 | Centro Amazonense   | 675.333        | 6 504      |
| 6       | (1)     | Tefé                      | Centro Amazonense   | 556.739        | 10 187     |
| 7       | (1)     | Presidente Figueiredo     | Centro Amazonense   | 534.005        | 18 637     |
| 8       | (0)     | Manicoré                  | Sul Amazonense      | 465.207        | 9 617      |
| 9       | (4)     | Lábrea                    | Sul Amazonense      | 410.803        | 10 527     |
| 10      | (1)     | Rio Preto da Eva          | Centro Amazonense   | 372.879        | 13 836     |
| 11      | (1)     | Iranduba                  | Centro Amazonense   | 343.081        | 8 178      |
| 12      | (3)     | Maués                     | Centro Amazonense   | 328.508        | 6 074      |
| 13      | (1)     | Humaitá                   | Sul Amazonense      | 298.375        | 6 492      |
| 14      | (0)     | Tabatinga                 | Sudoeste Amazonense | 266.069        | 4 887      |
| 15      | (0)     | Autazes                   | Centro Amazonense   | 206.079        | 6 186      |
| 16      | (0)     | Boca do Acre              | Sul Amazonense      | 204.650        | 6 565      |
| 17      | (0)     | Borba                     | Sul Amazonense      | 198.805        | 5 534      |
| 18      | (0)     | São Gabriel da Cachoeira  | Norte Amazonense    | 193.264        | 4 943      |
| 19      | (0)     | Codajás                   | Centro Amazonense   | 178.062        | 7 398      |
| 20      | (1)     | Careiro                   | Centro Amazonense   | 176.011        | 5 251      |
| 21      | (3)     | Apuí                      | Sul Amazonense      | 169.795        | 9 112      |
| 22      | (0)     | Careiro da Várzea         | Centro Amazonense   | 169.328        | 6.790      |
| 23      | (13)    | Envira                    | Sudoeste Amazonense | 167.845        | 9 918      |
| 24      | (4)     | Benjamin Constant         | Sudoeste Amazonense | 166.435        | 4 762      |
| 25      | (2)     | Nova Olinda do Norte      | Centro Amazonense   | 165.051        | 5 198      |
| 26      | (2)     | Eirunepé                  | Sudoeste Amazonense | 155.416        | 4 955      |
| 27      | (1)     | São Paulo de Olivença     | Sudoeste Amazonense | 149.044        | 4 561      |
| 28      | (1)     | Tapauá                    | Sul Amazonense      | 141.065        | 7 879      |
| 29      | (0)     | Barreirinha               | Centro Amazonense   | 140.539        | 5 005      |
| 30      | (0)     | Fonte Boa                 | Sudoeste Amazonense | 138.039        | 5 950      |
| 31      | (6)     | Carauari                  | Sudoeste Amazonense | 133.114        | 5 094      |
| 32      | (1)     | Manaquiri                 | Centro Amazonense   | 128.834        | 5 296      |
| 33      | (2)     | Novo Aripuanã             | Sul Amazonense      | 127.434        | 5 764      |
| 34      | (4)     | Urucará                   | Centro Amazonense   | 124.928        | 7 391      |
| 35      | (0)     | Santo Antônio do Içá      | Sudoeste Amazonense | 118.289        | 4 752      |
| 36      | (4)     | Nhamundá                  | Centro Amazonense   | 115.864        | 6 189      |
| 37      | (3)     | Barcelos                  | Norte Amazonense    | 114.164        | 4 399      |
| 38      | (3)     | Jutaí                     | Sudoeste Amazonense | 106.376        | 5 815      |
| 39      | (1)     | Tonantins                 | Sudoeste Amazonense | 98.905         | 5 711      |
| 40      | (1)     | Urucurituba               | Centro Amazonense   | 98.001         | 5 246      |
| 41      | (5)     | Uarini                    | Centro Amazonense   | 96.474         | 7 947      |
| 42      | (13)    | Guajará                   | Sudoeste Amazonense | 92.433         | 6 420      |
| 43      | (6)     | Pauini                    | Sul Amazonense      | 90.932         | 4 961      |
| 44      | (1)     | Ipixuna                   | Sudoeste Amazonense | 90.541         | 3 859      |
| 45      | (3)     | Maraã                     | Norte Amazonense    | 90.534         | 5 145      |
| 46      | (3)     | Itapiranga                | Centro Amazonense   | 90.356         | 10.823     |
| 47      | (4)     | Anori                     | Centro Amazonense   | 89.151         | 5 222      |
| 48      | (9)     | Beruri                    | Centro Amazonense   | 88.255         | 5 462      |
| 49      | (2)     | Santa Isabel do Rio Negro | Norte Amazonense    | 87.198         | 4 519      |
| 50      | (1)     | Novo Airão                | Norte Amazonense    | 85.247         | 5 503      |
| 51      | (1)     | Alvarães                  | Centro Amazonense   | 81.845         | 5 691      |
| 52      | (0)     | Boa Vista do Ramos        | Centro Amazonense   | 81.332         | 5 193      |
| 53      | (8)     | Silves                    | Centro Amazonense   | 79.502         | 9 304      |
| 54      | (1)     | Atalaia do Norte          | Sudoeste Amazonense | 78.385         | 4 922      |
| 55      | (1)     | Canutama                  | Sul Amazonense      | 71.727         | 5 128      |
| 56      | (1)     | São Sebastião do Uatumã   | Sudoeste Amazonense | 69.017         | 6 139      |
| 57      | (3)     | Caapiranga                | Centro Amazonense   | 66.414         | 5 875      |
| 58      | (0)     | Juruá                     | Sudoeste Amazonense | 62.579         | 5 470      |
| 59      | (0)     | Anamã                     | Centro Amazonense   | 54.024         | 5.017      |
| 60      | (1)     | Amaturá                   | Sudoeste Amazonense | 53.695         | 5 482      |
| 61      | (1)     | Itamarati                 | Sudoeste Amazonense | 49.062         | 6 145      |
| 62      | (0)     | Japurá                    | Norte Amazonense    | 42.525         | 5 709      |

## Dados
- Acima de 1 bilhão: 3 municípios
- Entre 300 milhões e 1 bilhão: 10 municípios
- Entre 200 milhões e 300 milhões: 3 municípios
- Entre 100 milhões e 200 milhões: 22 municípios
- Menos de 100 milhões: 24 municípios